# Moralia (Wacław Potocki)
Moralia abo rzeczy do obyczajów, nauk i przestróg – zbiór wierszy Wacława Potockiego, liczący ponad 2100 utworów, powstały w latach 1688–1694. Inspiracją dla autora były Adagia Erazma z Rotterdamu, zbiór łacińskich przysłów komentowanych przez Erazma, po raz pierwszy wydany w 1500 roku. 
Około 1670 roku Wacław Potocki otrzymał od przyjaciela najpełniejsze, liczące około 1000 stron wydanie Adagiów z 1551 roku. Egzemplarz ten zachował się do dzisiaj, a na jego marginesach znajdują się zapiski Potockiego, które świadczą, że artysta już podczas lektury wybierał teksty do przeróbki i wymyślał własne koncepcje. Potockiego zainteresowała ukazana w Adagiach wartość życiowych mądrości przekazywanych przez antyk. Po ukończeniu Moraliów poeta rozpoczął pracę nad kolejną redakcją, którą przerwała jednak jego śmierć w 1696 roku.
W Moraliach Potocki przedstawia poglądy znane ze swoich poprzednich dzieł. Pojawiają się tu m.in. wyrazy szacunku dla tradycji antyku, ale przede wszystkim krytyka Kościoła oraz polskiego społeczeństwa doby baroku. Potocki ukazuje apokaliptyczny obraz współczesności, a także ponure wizje przyszłości. Opowiada się za wzmocnieniem władzy króla, co równałoby się osłabieniu władzy szlachty. Moralia cechuje pesymizm i ostrość sądów.
Moralia nie były przeznaczone do druku. Zostały wydane dopiero w latach 1915–1918, w trzech tomach, przez Tadeusza Grabowskiego i Jana Łosia. Potocki nie udostępnił swojego dzieła czytelnikom, gdyż nie wierzył w możliwość przekonania ich do swoich racji.